# Крячок рябодзьобий
Крячо́к рябодзьо́бий (Thalasseus sandvicensis) — вид птахів родини Мартинових. В Україні гніздовий, перелітний вид.

## Опис
Крячок відносно великих розмірів. Маса тіла 180–210 г, довжина тіла 36-41 см, розмах крил 98-105 см. У дорослого птаха в шлюбному вбранні верхня частина голови, де на потилиці знаходиться «чуб», чорна; спина, поперек, надхвістя і вся площина верху крил сірі; решта оперення біла; хвіст вилоподібний; дзьоб чорний, на кінці жовтий; ноги чорні; у позашлюбному оперенні лоб і передня частина тім'я білі. Молодий птах подібний до позашлюбного дорослого, але забарвлення спини і верхніх покривних пер на крилах строкате; дзьоб нерідко цілком чорний.
Дорослий рябодзьобий крячок від дорослого чорнодзьобого крячка відрізняється довшим двоколірним дзьобом і вилоподібним білим хвостом, молодий від молодого чорнодзьобого крячка — довшим дзьобом, темним верхом голови і темнішою строкатістю на спині і плечах.

## Поширення
Суцільного ареалу крячок рябодзьобий не утворює, скрізь гніздиться спорадично, окремими колоніями. Гніздиться на європейському узбережжі Північного, Балтійського, Середземного, Чорного, Каспійського морів та Атлантики. В Центральній Європі рябодзьобий крячок перебуває з березня по вересень. Взимку зустрічається широко на узбережжях від Південної Європи до Південної Африки.
В Україні поширений в Причорномор'ї та Приазов'ї.

## Чисельність
Чисельність в Європі оцінена в 82—130 тис. пар. Дві найбільші колонії розташовані на островах біля узбережжя Північного моря. Відмічене слабке скорочення чисельності. В Україні гніздиться 5—40 тис. пар. У межах Європи зимує понад 3200 особин.
В окремих колоніях характерне різке коливання чисельності, навіть до повного їх зникнення в окремі роки. Це пов'язано, ймовірно, як з перерозподілом особин між колоніями, так і з не гніздуванням окремих птахів.

## Гніздування

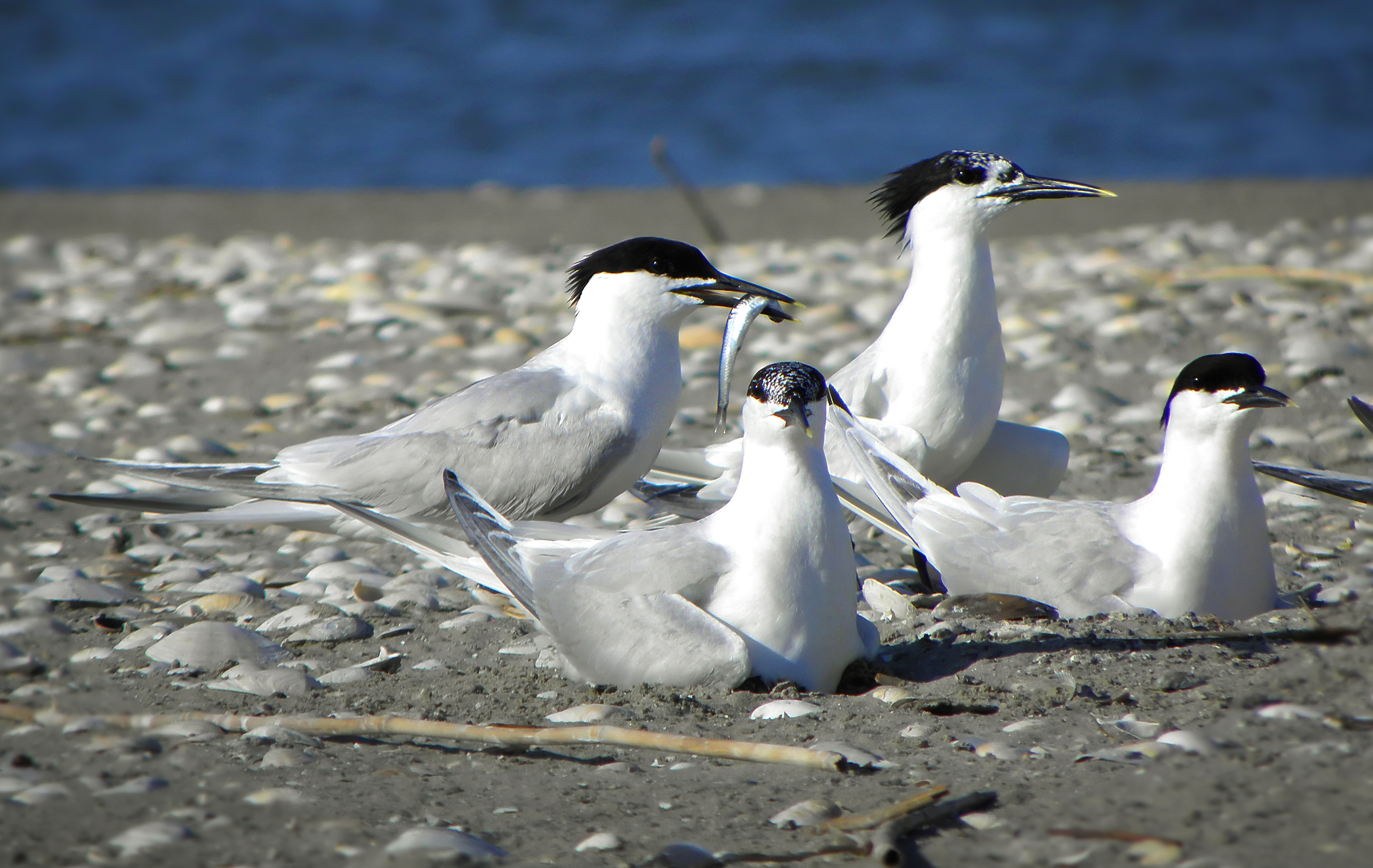
Крячки рябодзьобі в колонії, НПП «Тузловські лимани»

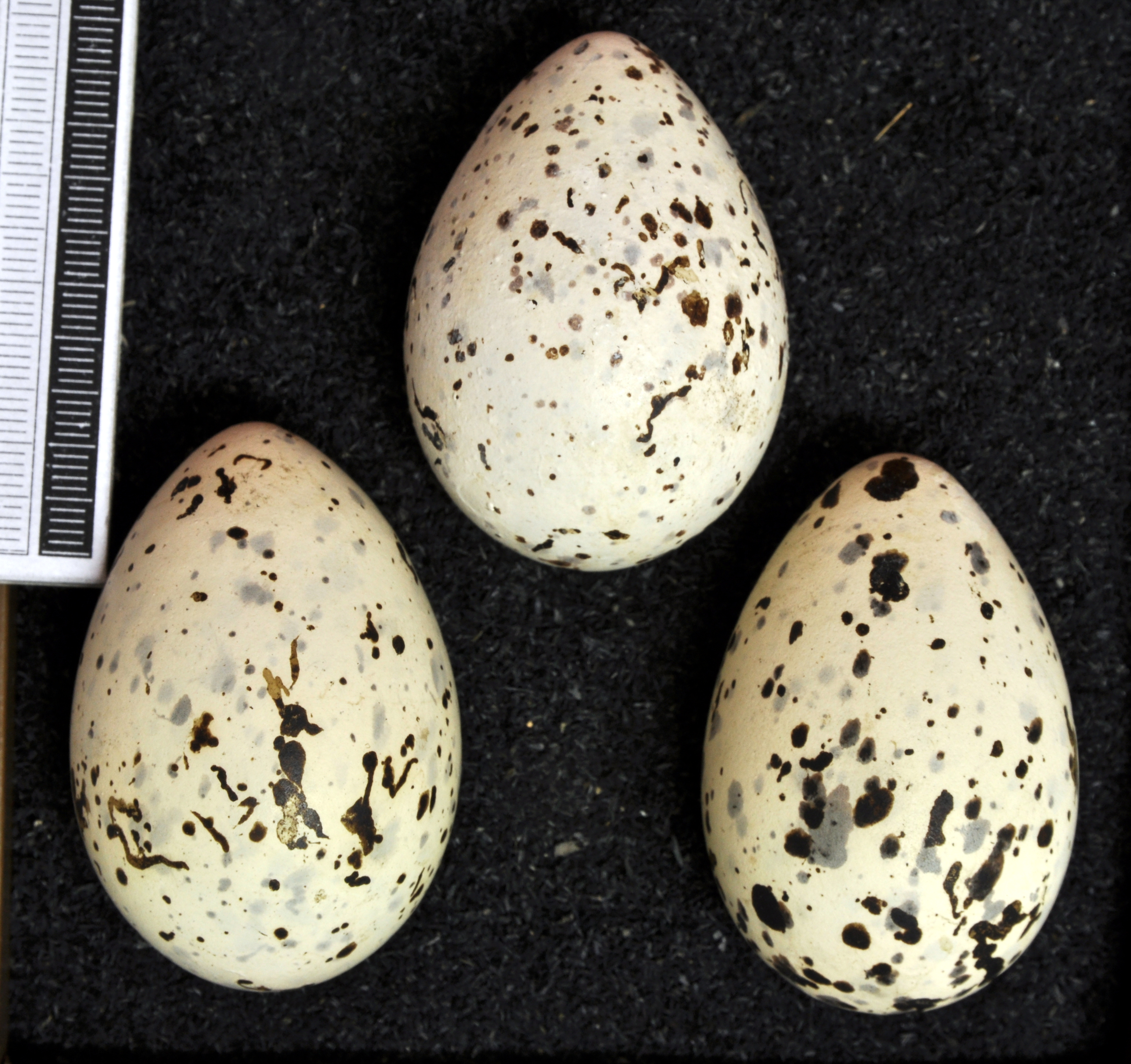
Яйця в оологічній колекції

Статевої зрілості досягає у віці 3-4 років. Рябодзьобий крячок віддає перевагу гніздуванню не невеликих відкритих островах, утворюючи великі колонії. Колонії можуть нараховувати декілька тисяч пар, причому гніздяться ці птахи з дуже великою щільністю — на 1 квадратному метрі може розміщуватися до 10 гнізд. Моногами. Період гніздування з травня по липень. Гніздо являє собою невелику ямку діаметром близько 20 см, зроблену в піску. Самець і самка насиджують кладку з 1—2, рідше з 3 яєць протягом близько 24 діб. Розміри яєць в Західній Європі становлять 44—59х33—40 , в середньому 51×36 мм. Пташенята залишають гніздо через 2—5 днів, після чого тримаються групами — так званими «яслами». Проте самостійними стають через 4-5 тижнів. Але і після цього батьки їм інколи приносять корм.

## Живлення
Рябодзьобий крячок — майже абсолютний іхтіофаг. Зрідка може поїдати дрібних ракоподібних (креветок) та дуже рідко — знесених у воду комах. Спектр живлення залежить від наявних у тому чи іншому місці видів риб. У Чорноморському заповіднику це головним чином бички, на Азовському морі — атерина, рідше тюлька.

## Загрози
Потомство рябодзьобого крячка нерідко знищують інші види мартинів (сріблясті, жовтоногі, звичайні), воронові птахи. Значна кількість гнізд і пташенят гине в результаті штормів та затоплення від нагінних вітрів.